# 랑그릿사
《랑그릿사》(Langrisser)는 1991년 4월 26일에 메사이야로부터 발매된 메가드라이브용 컴퓨터 게임 소프트웨어이다. 전략시뮬레이션이지만 데어부터 분기가 생기는등의 RPG적 요소를 가지게 되었다.

## 개요
처음엔 메가 드라이브용 게임으로 발매됐으며, III 이후에는 기종을 세가 새턴으로 바꾸고, 슈퍼 패미컴이나 플레이 스테이션 등으로도 이식됐다. I, II는 메시아어, III ~ V는 캐리어 소프트가 개발(실질적인 주요 개발진은 거의 같다)했다. 우루시하라 사토시가 I ~ V의 삽화를 그렸다,
《랑그릿사 밀레니엄》에선 개발진과 캐릭터 디자인이 변경됐다.

## 작품
| 1991 | Langrisser: The Descendants of Light |
| 1992 |                                      |
| 1993 |                                      |
| 1994 | 랑그릿사 II                          |
| 1995 |                                      |
| 1996 | 랑그릿사 III                         |
| 1997 | 랑그릿사 IV                          |
| 1998 | 랑그릿사 V                           |
| 1999 | 랑그릿사 밀레니엄                    |
| 2000 |                                      |
| 2001 |                                      |
| 2002 |                                      |
| 2003 |                                      |
| 2004 |                                      |
| 2005 |                                      |
| 2006 |                                      |
| 2007 |                                      |
| 2008 |                                      |
| 2009 |                                      |
| 2010 |                                      |
| 2011 |                                      |
| 2012 |                                      |
| 2013 |                                      |
| 2014 |                                      |
| 2015 | 랑그릿사 리인카네이션 전생           |
| 2016 |                                      |
| 2017 |                                      |
| 2018 | 랑그릿사 모바일                      |

- 랑그릿사 (1991년 4월 26일, 메가드라이브)
  - 랑그릿사 ~광휘의 후예~ (1993년 8월 6일 PC엔진, 시리즈 전편을 통해, 유일하게 엔딩에 노래가 수록되고 있었다)
  - 랑그릿사I (1998년 10월 2일, Win9x、발매는 언밸런스사)
  - 랑그릿사（2003년 4월 16일, WindowsMe/2000/Xp、MD판을 재현한 것. 발매는 세가)
  - 2007년 11월 27일, MD판이 Wii의 버추얼 콘솔로 전달 개시.
- 랑그릿사II (1994년 8월 26일, 메가드라이브)
  - 데어 랑그릿사 (1995년 6월 30일, 슈퍼패미컴, 내용은 II를 베이스로 시나리오 분기, 멀티 엔딩을 도입한 개수판)
  - 데어 랑그릿사FX (1996년 4월 26일, PC-FX）
  - 랑그릿사I&II（1997년 7월 31일, 플레이스테이션, II의 내용은 데어 랑그릿사)
  - 랑그릿사 드라마틱 에디션 (1998년 2월 26일, 세가 새턴, 내용은 I&II, II의 내용은 데어에 시나리오 추가한 것)
  - 랑그릿사II (1998년 11월 20일, Win9x、발매는 언밸런스)
  - 랑그릿사II (2003년 4월 16일, WindowsMe/2000/Xp、MD판을 재현한 것. 발매는 세가)
  - 2007년 12월 25일, MD판이 Wii의 버추얼 콘솔로 전달 개시.
- 랑그릿사III (1996년 10월 18일, 세가 새턴）
  - 랑그릿사III PS2판 (2005년 10월 27일, 발매:타이트)
- 랑그릿사IV (1997년 8월 1일, 세가 새턴)
- 랑그릿사V ~The End of Legend~ (1998년 6월 18일, 세가 새턴)
  - 랑그릿사IV&V 파이널 에디션 (1999년 1월 28일, 플레이스테이션)
- 랑그릿사 트리뷰트 (1998년 12월 23일, 세가 새턴, I～V의 세트 작품, II의 내용은 드라마틱 에디션)

### 밀레니엄 시리즈
- 《랑그릿사 밀레니엄》 (1999년 11월 3일, 드림캐스트, 윈도우; 캐릭터 디자인:카이샤쿠)
  - 《랑그릿사 밀레니엄WS THE LAST CENTURY》 (2000년 3월 9일, 원더스완)

## 등장인물

### 랑그릿사 1
발디아 왕국
- 레딘 (성우 강수진)
- 크리스
- 나암
- 제시카
- 볼코프
- 테일러
- 알버트
- 호킹
- 손
- 일자크

다르시스 제국
- 란스
- 디고스
- 젤드
- 라이어스
- 레티시아
- 세리아
- 베르누이
- 잘다프
- 키르히나
- 사가리우스
- 리스람

암흑 세력
- 나가
- 니코리스
- 보젤
- 카오스

시카족
- 드 모토프
- 카 이로우

## 같이 보기
- 그로우랜서 (아틀라스) 제작: 캐리어 소프트, 캐릭터 디자인: 우루시하라 사토시